# 검안군
검안군(黔安郡)은 수나라에서 설치한 중국의 옛 군이다.

## 연혁
북주가 검주(黔州, 금주)를 설치했다. 수나라 대업 초에 군제가 부활하여 검안군으로 고쳤다. 당나라 때 다시 군제가 폐지되면서 검주로 돌아갔다.

## 소속 현
2현 1,460호를 관할하였다. 지금의 충칭시 펑수이 먀오족 투자족 자치현, 구이저우성 퉁런시 서북부 일대이다.
| 현명       | 대략적 위치             | 비고                                                             |
| ---------- | ----------------------- | ---------------------------------------------------------------- |
| 팽수(彭水) | 충칭시 펑수이 현        | 593년(개황 13년) 신설하였다. 복우산(伏牛山)과 염정(鹽井)이 있다. |
| 부천(涪川) | 퉁런시 쓰난 현, 더장 현 | 585년 신설하였다.                                                |

## 참고 문헌
- 《수서》 29권 지 제24 지리上 양주(梁州) 검안군